# Timoteo Menéndez
Timoteo Menéndez (* 1790 in Ahuachapán, Ahuachapán (Departamento)) war vom 23. Mai bis zum 7. Juni 1837 und vom 6. Januar 1838 – 23. Mai 1839 Jefe Supremo der Provinz El Salvador in der Zentralamerikanischen Konföderation.

## Leben

### Frühe Laufbahn
Timoteo Menéndez war Mitglied der Partido Liberal. In seiner ersten Amtszeit vom 23. Mai bis zum 7. Juni 1837 grassierte in der Provinz El Salvador die Cholera. Im Mai 1837 protestierten die Indigenas gegen die Regierung, welche sie für die Bedingungen, unter welchen sich die Cholera ausbreitete, verantwortlich machten. Der Klerus ermutigte sie auch gegen die Zivilehe zu protestieren. Timoteo Menéndez verfügte den Ausnahmezustand in den Departamentos Cuscatlán und San Vicente. José Francisco Morazán Quezada entsandte Truppen der Zentralamerikanischen Föderation aus San Salvador. Die Proteste wurden in Cojutepeque, Zacatecoluca und Ciudad San Vicente niedergeschlagen.
Stellvertretend war Timoteo Menéndez für Diego Vigil vom 6. Januar 1838 bis 23. Mai 1839, Jefe Supremo.
Am 24. Februar 1838 beschloss das Parlament, dass Asunción Izalco und Dolores Izalco zur Villa Izalco zu verschmelzen. En passant hatte so in diesem Ort das Cabildo de Españoles die politische Vertretung der Indigenas, welche im kolonialen Neuspanien durch das Cabildo de Indios wahrgenommen wurde, übernommen.

### Batalla del Espíritu Santo
In dieser zweiten Amtszeit fielen in die Provinz El Salvador Truppen aus Guatemala unter dem Kommando von José Rafael Carrera Turcios und anschließend, die mit Carrera verbündeten Truppen aus Honduras und Nicaragua ein und drückten somit ihre Opposition gegen die liberale Politik der Regierung der Zentralamerikanischen Konföderation aus, welche ihren Regierungssitz zu dieser Zeit in San Salvador hatte.
Am 28. Oktober 1838, eroberten die Truppen mit einer Stärke von etwa 600 Mann und 200 Pferden unter Carrera, die Städte Santa Ana und Ahuachapán, begingen einige Grausamkeiten und zogen sich ins guatemaltekische Chiquimula zurück, wo sie von Truppen unter Morázan geschlagen wurden, Kriegsgefangene gemacht wurden und Munition erbeutet wurde.
Am 23. Februar 1839, drangen 1.200 Mann starken Truppen aus Nicaragua und Honduras in die Provinz El Salvador ein, in dieser waren etwa 1.300 Mann unter Waffen waren ein. Timoteo Menéndez ernannte Morazán, zum Oberbefehlshaber der salvadorenischen Provinzarmee.
Morazán führte 700 Mann bei der Schlacht von Espíritu Santo, bei Corinto im Departamento Morazán am 5. und 6. April 1839 und ließ die Truppen aus Nicaragua und Honduras schlagen. Dabei wurden etwa 200 Soldaten der Truppen aus Honduras und Nicaragua und etwa 30 aus El Salvador getötet.
Mit dem Dekret vom 22. April 1839, wurde der Umlauf von Silbermünzen wie die Cuatro Reales verboten.